# هیلی مک‌فارلند
هِیلی مک‌فارلند (به انگلیسی: Hayley McFarland)؛ (زادهٔ ۲۹ مارس ۱۹۹۱ در ادمند، اکلاهما) یک هنرپیشه اهل ایالات متحده آمریکا است. وی از سال ۲۰۰۶ (میلادی) تاکنون مشغول کنش هنری بوده‌است.

## فیلم‌شناسی

### فیلم
- یک جنایت آمریکایی (۲۰۰۷)
- موجودات بالدار (۲۰۰۸)
- احضار (۲۰۱۳)

### مجموعه تلویزیونی
- دختران گیلمور (۲۰۰۶)
- بخش فوریت‌های پزشکی (۲۰۰۷)
- ذهن‌های جنایتکار (۲۰۰۸)
- ۲۴ (۲۰۰۹)
- متوسط (۲۰۰۹)
- به من دروغ بگو (۲۰۰۹-۲۰۱۱)
- نظم و قانون: واحد قربانیان ویژه (۲۰۱۱)
- مد من (۲۰۱۲)
- فرزندان آشوب (۲۰۱۳-۲۰۱۴)
- آناتومی گری (۲۰۱۴)